# Væltning af mur
Væltning af mur er en henrettelsesmetode som benyttes i flere muslimske lande. Den  udføres ved at en mur bliver væltet ned over den dødsdømte. Dette maser personen til døde.